# Padre Marcos
Padre Marcos is een gemeente in de Braziliaanse deelstaat Piauí. De gemeente telt 7.582 inwoners (schatting 2009).